# Carex obscura
Carex obscura är en halvgräsart som beskrevs av Christian Gottfried Daniel Nees von Esenbeck. Carex obscura ingår i släktet starrar, och familjen halvgräs.

## Underarter
Arten delas in i följande underarter:
- C. o. brachycarpa
- C. o. obscura